# Borhegy
Borhegy (németül: Weinberg im Burgenland) Újrétfalu településrésze, egykor önálló község  Ausztriában, Burgenland  tartományban, a Felsőőri járásban.

## Fekvése
Felsőőrtől 10 km-re északnyugatra, Pinkafőtől 3 km-re északkeletre fekszik.

## Története
A települést 1569-ben említik először, a borostyánkői uradalomhoz tartozott. 1580 körül lakói a reformáció hatására evangélikusok lettek, majd a 17. században a földesúr Batthyány család nyomására sokan visszatértek a katolikus hitre.
Vályi András szerint „VEINBERG. Német falu Vas Várm. földes Ura Gr. Batthyáni Uraság, fekszik Pinkafeldnek szomszédságában, mellynek filiája; határja meglehetős.”
Fényes Elek szerint „Weinberg, német falu, Vas vmegyében, a borostyánkői uradalomban, 214 ágostai lek.”
Vas vármegye monográfiája szerint „Borhegy, apró község, 19 házzal és 130 németajkú r. kath. és ág. ev. lakossal. Postája és távirója Pinkafő. Birtokosok a Batthyányak.”
1910-ben 116 német lakosa volt. A trianoni békeszerződésig Vas vármegye Felsőőri járásához tartozott. 1921-ben Ausztria Burgenland tartományának része lett. A faluban 1950-ben vezették be a villamosságot. 1971-ben közigazgatásilag Újrétfaluhoz csatolták, a szomszédos Buglóc és Szépúr településekkel együtt.

## Nevezetességei
Evangélikus templomát 1982-ben szentelték fel.

## Külső hivatkozások
- Újrétfalu hivatalos oldala
- Borhegy a dél-burgenlandi települések honlapján